# Tokyo Highway Battle
Tokyo Highway Battle (ou Shutokō Battle: Drift King (首都高バトル DRIFT KING) sur PlayStation et Shutokō Battle '97 (首都高バトル'97) sur Saturn, au Japon) est un jeu vidéo de course développé par Genki, sorti en 1996 sur PlayStation et en 1997 sur Saturn.